# Бёрч, Джон
Джон Моррисон Бёрч (8 мая 1918, Ландур, Индия — 25 августа 1945 близ Сианя) — американский миссионер и сотрудник разведки вооруженных сил США во время Второй мировой войны.

## Биография
Бёрч родился в семье пресвитерианских миссионеров, действующих в индийской части Гималаев. Семья вернулась в Америку, когда Джону было два года. Вскоре и его родители, и вся семья перешли в церковь южных баптистов, в традициях которых воспитывался Джон вместе со своими пятью младшими братьями и сестрами в Нью-Джерси и Мейконе, Джорджия. Позднее он изучал богословие в Университете Мерсера в Мейконе. Во время учёбы в колледже он решил стать миссионером и после его окончания в 1939 году поступил в Юго-западную баптистскую теологическую семинарию в Форт-Уэрте, штат Техас. После завершения двухлетнего курса за один год он уехал в Китай, откуда в 1940 г. приехал в Шанхай.
После полугода языковой подготовки его отправили в Ханчжоу, чтобы он начал свою миссионерскую работу. После нападения на Перл-Харбор в декабре 1941 года он был вынужден скрываться от японцев в сельской местности Чжэцзяна, где продолжил свою работу. В апреле 1942 года он помог экипажам, которые приземлились в Китае и осуществили рейд Дулитла против Японии. Лидер авиагруппы Джеймс Х. Дулиттл упомянул его после успешного полета в Чунцин, хорошо отозвался про Джона Бёрча Клэру Шеннолту, командиру «Летающих тигров», и последний принял Бёрча в звании 1-го лейтенанта в ВВС. Берч стал военнослужащим 14-й воздушной армии, которую Шеннолт создал в 1942 году. В этом качестве он был завербован УСС. В 1944 году капитан Берч получил орден Легион почёта.
Бёрч был невысокого мнения о китайских коммунистах и считал, что они слишком пассивны в борьбе против японцев, в отличие от Гоминьдана. Вскоре после окончания войны он был пойман группой солдат — сторонников КПК во время миссии в глубь суши и застрелен после того, как отказался сдать оружие. Его тело было изуродовано штыками и брошено на груду мусора.
Американские правые объявили его первой жертвой холодной войны. В его честь было названо общество Джона Берча, первые собрания которого проходили в его доме.